# Dona nua pujant l'escala
Dona nua pujant l'escala és un dibuix fet amb llapis i carbó sobre cartolina realitzada per Joan Miró el 1937 i que actualment forma part de la col·lecció permanent de la Fundació Joan Miró de Barcelona. La dona, tractada amb un clarobscur que contrasta amb l'estilització dels altres elements, és expressió d'una agressivitat instintiva i de la vulnerabilitat de l'ésser humà. A tocar del braç s'enfila una escala, símbol d'elevació. Una finestra figurada amb el croquis d'un angle de visió interpel·la l'observador.

## Història
Es tracta d'una obra feta per Joan Miró en plena guerra civil espanyola. Instal·lat a París va començar a assistir a classes de dibuix al natural a l'escola de la Grande Chaumière. Miró va recuperar la representació de la figura humana en un moment en què acusava el drama que vivia el seu país. Aquest sentiment s'endevina a través de les formes torturades d'aquesta Dona nua pujant l'escala. També són d'aquesta època obres com Natura morta del sabatot o Aidez l'Espagne, entre d'altres.

## Descripció

Eadweard Muybridge: Woman Walking Downstairs a The Human Figure in Motion, um 1887, obra que al seu torn va inspirar Marcel Duchamp.

L'obra mostra una dona dibuixada amb molt realisme i dramatisme, amb un nas exageradament gran d'on surt unes petites protuberàncies o banyes. Al fons a la dreta, es veu una espècie de finestra o requadre d'on entren rajos de llum. La dona estira el braç dret intentant agafar una escala, símbol que Miró fa servir en diverses obres per representar l'evasió. Els genitals de la dona, com a Home i dona davant un munt d'excrements, estan molt marcats.
Aquesta obra està relacionada amb Nu descendant un escalier II, feta per Marcel Duchamp, que al seu torn estava inspirada en l'obra Woman Walking Downstairs d'Eadweard Muybridge. Miró va veure per primer cop aquesta obra de Duchamp el 1912 a l'exposició d'Art Cubista que es va fer a les Galeries Dalmau de Barcelona.

## Anàlisi
| «                   | La figura, tractada amb un clarobscur que contrasta amb l'estilització dels altres elements, és l'expressió de l'agressivitat instintiva, i alhora de la vulnerabilitat de l'ésser humà. Sempre atent a les aportacions artístiques, Miró no pot ignorar, en representar una dona pujant l'escala, el paper provocador que va tenir en l'art de començament del segle xx amb Nu descendant un escalier de Marcel Duchamp. La dona de Miró vol tornar vol tornar a la posició originària, però si Marcel Duchamp capta en la trajectòria la mecànica del moviment, Miró il·lumina un esperit cansat i afligit. | » |
| — Jordi J. Clavero, | |   |

## Exposicions rellevants
| Data Inici | Data Final | Exposició                                     | Lloc                                              | Ciutat              | Ref           |
| ---------- | ---------- | --------------------------------------------- | ------------------------------------------------- | ------------------- | ------------- |
| 1964       | 1964       |                                               | Tate Gallery                                      | Londres             | [ 10 ]        |
| 1964       | 1964       |                                               | Kuntshaus                                         | Zurich              | [ 10 ]        |
| 20/09/1978 | 22/01/1979 | Dessins de Miró                               | Centre Georges Pompidou                           | París               | [ 11 ]        |
| 01/06/1980 | 31/10/1980 |                                               | Palacio de Velázquez                              | Madrid              |               |
| 21/11/1986 | 01/02/1987 |                                               | Kuntshaus                                         | Zurich              | [ 12 ]        |
| 14/02/1987 | 20/04/1987 |                                               | Städtische Kuntshalle                             | Düsseldorf          | [ 12 ]        |
| 24/11/1988 | 15/01/1999 | Impactes. Joan Miró 1929-1941                 | Fundació Joan Miró                                | Barcelona           | [ 13 ]        |
| 03/02/1989 | 23/04/1989 | Joan Miró: Paintings & Drawings 1929-1941     | White Chapel Art Gallery                          | Londres             | [ 14 ]        |
| 04/07/1990 | 14/10/1990 |                                               | Fundació Maeght                                   | Saint-Paul de Vence | [ 15 ]        |
| 20/04/1993 | 30/08/1993 |                                               | Fundació Joan Miró                                | Barcelona           | [ 16 ]        |
| 06/10/1993 | 11/01/1994 |                                               | Museum of Modern Art                              | New York            | [ 17 ]        |
| 11/02/1995 | 17/04/1995 |                                               | Städtische Kuntshalle                             | Düsseldorf          |               |
| 12/05/1995 | 16/07/1995 |                                               | Kunsthalle Wien                                   | Viena               |               |
| 28/07/1995 | 22/10/1995 |                                               | Galleria d'Arte Moderna e Contemporanea de Verona | Verona              |               |
| 26/02/1996 | 05/05/1996 |                                               | CCCB                                              | Barcelona           |               |
| 07/06/1997 | 11/11/1997 | Miró, ceci est la couleur de mes rêves        | Fondation Pierre Gianadda                         | Martigny            | [ 18 ]        |
| 15/05/1998 | 30/08/1998 | Joan Miró. Creator of new worlds              | Moderna Museet                                    | Estocolm            | [ 19 ]        |
| 18/09/1998 | 10/01/1999 | Joan Miró. Creator of new worlds              | Louisiana Museum of Modern Art                    | Humlebaek           | [ 20 ]        |
| 04/07/2000 | 05/11/2000 |                                               | Fundació Maeght                                   | Saint-Paul de Vence |               |
| 23/10/2001 | 27/01/2002 | Rèquiem per les escales                       | CCCB                                              | Barcelona           | [ 21 ]        |
| 06/03/2002 | 24/06/2002 | La Révolution surréaliste                     | Centre Georges Pompidou                           | París               | [ 22 ]        |
| 20/07/2002 | 24/11/2002 |                                               | Kuntsammlung Nordrheim-Westfalen                  | Düsseldorf          |               |
| 25/11/2004 | 06/02/2005 | Joan Miró. Arquitectura d'un llibre           | Fundació Joan Miró                                | Barcelona           | [ 23 ]        |
| 25/10/2007 | 27/01/2008 | Joan Miró. 1956-1983 Sentiment, emoció i gest | Fundació Joan Miró                                | Barcelona           | [ 24 ] [ 25 ] |
| 14/04/2011 | 11/09/2011 | Miró.                                         | Tate                                              | Londres             | [ 26 ]        |
| 15/10/2011 | 18/03/2011 | Joan Miró. L'escala de l'evasió               | Fundació Joan Miró                                | Barcelona           | [ 27 ]        |
| 06/05/2012 | 12/08/2012 |                                               | National Gallery of Art                           | Washington DC       | [ 28 ]        |